# نورة ريتشي
نورة ريتشي (بالإيطالية: Nora Ricci)‏ هي ممثلة إيطالية، ولدت في 19 يوليو 1924 في إيطاليا، وتوفيت في 16 أبريل 1976 بروما في إيطاليا.

## أعمال

### أفلام
- (1967) الساحرات
- (1971) الموت في البندقية
- (1973) لودويغ
- (1974) البواب الليلي

## وصلات خارجية
- نورة ريتشي على موقع IMDb (الإنجليزية)
- نورة ريتشي على موقع ألو سيني (الفرنسية)
- نورة ريتشي على موقع أول موفي (الإنجليزية)
- نورة ريتشي على موقع قاعدة بيانات الأفلام السويدية (السويدية)
- نورة ريتشي على موقع قاعدة بيانات الفيلم (الإنجليزية)
- نورة ريتشي على موقع كينوبويسك (الروسية)